# Otakar Bittmann
Otakar Bittman (27. května 1891 Kamenice – 13. září 1945 Olomouc) byl český gynekolog a porodník. Patřil také k prvním českým automobilovým závodníkům.

## Život
Vystudoval gymnázium v Benešově. V roce 1915 dokončil studia na pražské lékařské fakultě. Během 1. světové války získal praxi ve frontových lazaretech v Srbsku a Rusku. Zdravotní dovolenou v roce 1917 strávil na gynekologické klinice ve Vídni u prof. Ernsta Wertheima.
Roku 1918 začal pracovat na pražské klinice Václava Rubešky, následujícího roku začal také učit na Státní babické škole v Praze. Od roku 1921 působil na gynekologicko-porodnické klinice LF MU, později už jako soukromý docent (1923). V roce 1924 se odjel učit na kliniky do Itálie. Od roku 1933 byl primářem a přednostou gynekologicko-porodnického oddělení zemských ústavů v Olomouci, následujícího roku se stal mimořádným profesorem porodnictví a gynekologie. Od roku 1943 zde zřídil školu pro porodní asistentky. Začal také vydávat časopis Periodica Olomucenses.

### Odboj
Během 2. světové války pomáhal odbojářům a byl v kontaktu s partyzánskými oddíly Jermak a Žižkovy zbraně. Zachránil řadu žen před nuceným pracovním nasazením, židovské ženy před transporty smrti do koncentračních táborů. Ačkoli byly zdravé, v případě potřeby je hospitalizoval.

### Závěr života
Dne 24. července 1945 byl zatčen a nařčen z kolaborace s fašisty - mezi jeho klientkami byly i prominentní Němky. Patřil také do okruhu lidí kolem olomouckého advokáta Leopolda Pospíšila (rovněž obviněného z kolaborace), který byl v hledáčku olomouckých komunistických politiků Jury Sosnara a Otto Rýznara Kanta. Bittmann byl téměř měsíc bez vysvětlení a vyšetřování vězněn a přes protesty svých kolegů suspendován. Zemřel na srdeční selhání krátce po propuštění 13. září 1945. Pohřben byl na Ústředním hřbitově v Olomouci.
V roce 1948 mu ministr národní obrany generál Ludvík Svoboda vyslovil dík a uznání „za záslužnou spoluúčast a podporu partyzánskému hnutí“.

### Rodinný život
Dne 8. května 1918 se oženil s Viktorií Honsovou. Manželé Bittmannovi měli dvě děti, syn Otakar Bittmann ml. (*1920) byl též lékař – chirurg.

## Automobilové závody

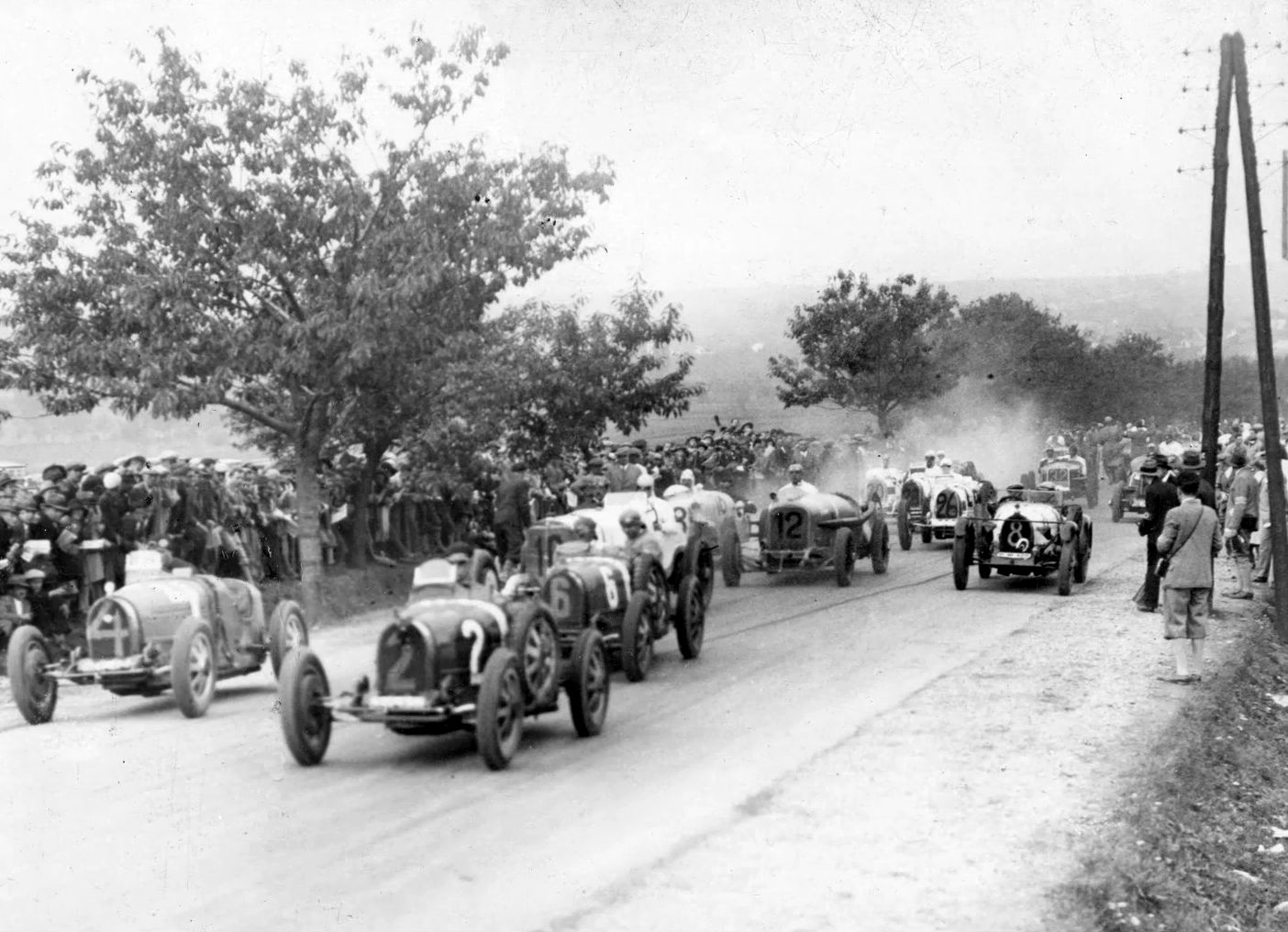
Start závodu na Masarykově okruhu v Brně roku 1930, č. 6 Otakar Bittmann, č. 2 Jiří Kristián Lobkowicz, č. 12 Jindřich Knapp, č. 18 Josef Veřmiřovský, částečně zakryt č. 10 Rudolf Caracciola

Bittmann závodil od května 1928 na Bugatti T37. V červnu 1928 při závodě Okruh pod Pradědem třikrát v plné rychlosti vyletěl z trati, když se nechtěl smířit se snadným vítězstvím ve své kategorii poté, co všichni jeho soupeři odpadli. Pustil se tak do souboje se silnějšími vozy z vyšší kategorie. Dostal však čestnou cenu za nejrychlejší kolo v kategorii do 1,5 l zdvihového objemu. Páté kolo zajel v čase 14:53,5 min. Účastnil se také Velké ceny Německa sportovních automobilů v červenci 1928, při které zemřel Čeněk Junek. Po oznámení této tragické nehody ze závodu odstoupil.
V květnu 1929 na Bugatti T35B startoval ve slavném závodě Targa Florio. Dojel v čase 8:23:42,0 h na výborném 5. místě, ale byl hned následně diskvalifikován, protože na závěr závodu se nechal vystřídat „neohlášeným“ Mariem Leporim, což však propozice nedovolovaly.
O rok později (4. května 1930) na Targa Florio byl klasifikován s Bugatti T35C na 12. místě v čase 8:17:16,0 h. Toto Bugatti si zakoupil od Elišky Junkové poté, co zanechala závodění. Dne 28. září 1930 startoval na 1. Masarykově okruhu v Brně opět na Bugatti T35C. Po doplnění paliva (po 7.kole ze 14 vypsaných)začal jeho vůz Bugatti hořet - jiskra z karburátoru pravděpodobně zapálila benzín, kterým byla politá zadní část auta, a oheň se pak dostal i do nádrže. Bittmannovi se podařilo z vozu vyskočit. Svou závodní kariéru pak ale ukončil.